# Zakrzewko (Couïavie-Poméranie)
Pour les articles homonymes, voir Zakrzewko.
Zakrzewko est un village de Pologne situé en Couïavie-Poméranie, dans la gmina (commune) de Łysomice,.